# Daniel Contet
Pour les articles homonymes, voir Contet.
Daniel Contet, né le 3 novembre 1943 au Raincy et mort le 23 octobre 2018 à Villeneuve-Loubet, est un joueur puis entraîneur de tennis français.

## Biographie
Daniel Contet est connu pour avoir été en 1961 le plus jeune joueur à intégrer l'équipe de France de Coupe Davis à 17 ans lorsqu'il dispute un double avec Jacques Renavand contre le Brésil. Il a remporté la Coupe Galea (Coupe Davis des moins de 21 ans) en 1960, 1961 et 1962 (avec Jauffret, Barclay, Bresson et Duxin). Sacré champion de France cadet puis junior, il est champion senior en double à six reprises. Il fut le n°1 français dans la discipline pendant 15 ans. En simple, il est classé en première série entre 1960 et 1978, et atteint le 3e rang en 1967, 1968 et 1969.
Vainqueur de nombreux tournois régionaux en France, Daniel Contet été finaliste du tournoi de Nice en 1966 et 1969, à San Luis Potosí en 1967, Brême et Aix-en-Provence en 1968. En Grand Chelem, il atteint le 3e tour à Roland-Garros en 1963, l'US Championships en 1966 et Wimbledon en 1967. Au 1er tour du premier tournoi de Roland-Garros en 1968, il encaisse le premier des cinq 6-0, 6-0, 6-0, de l'ère Open en Grand-Chelem face à Nikola Špear.
Ce spécialiste du double, partenaire de Patrice Beust, vainqueur du tournoi de Monte-Carlo en 1972 et demi-finaliste à Roland-Garros en 1974, a disputé 16 rencontres de Coupe Davis jusqu'en 1969. Ils ont notamment battu les Pays-Bas de Tom Okker et la Roumanie de Năstase et Țiriac en 1966.
Il a arrêté sa carrière en simple en 1971 à cause d'une hernie discale mais a continué à jouer régulièrement en double jusqu'en 1974.
Titulaire du brevet d'État de professeur de tennis depuis 1967, il a entraîné l'équipe de Monaco de Coupe Davis de 1965 à 1970 et l'équipe de France dans les années 1970. Il est le président fondateur de Union Nationale des Joueurs Professionnels de tennis (UNJPT), créée en 1976. Il a fondé le Team Daniel Contet à l'Alpe d'Huez en 1977. Le club s'est installé à Villeneuve-Loubet en 1996. Il a par la suite collaboré individuellement pendant quelques semaines au Country Club de Sophia Antipolis avec Henri Leconte en 1994 puis Pat Cash en 1995, ainsi que des joueurs comme Arnaud Clément et Emmanuelle Gagliardi.
Parallèlement à ses activités tennistiques, il a travaillé chez Slazenger de 1960 à 1962, Montana Sport de 1962 à 1970, Green Set Tennis Court (dont il est le fondateur et le directeur des ventes) de 1971 à 1990 et à Puma France en tant directeur du développement et de la promotion.
Retiré des courts en mars 2018, il meurt le 23 octobre, à 74 ans, des suites d'une maladie.

## Palmarès

### Titres en double messieurs
| No | Date       | Nom et lieu du tournoi                       | Catégorie           | Dotation | Surface      | Partenaire    | Finalistes                 | Score                |  |
| -- | ---------- | -------------------------------------------- | ------------------- | -------- | ------------ | ------------- | -------------------------- | -------------------- |  |
| 1  | 1967       | Alpenländer-Pokal Kitzbühel                  |                     | NC $     | Terre (ext.) | Patrice Beust | NC                         | NC                   |  |
| 2  | 27-03-1972 | Tournoi de tennis de Monte-Carlo Monte-Carlo | Championship Series | 20 000 $ | Terre (ext.) | Patrice Beust | Jiří Hřebec František Pala | 3-6, 6-1, 12-10, 6-2 |  |

### Finale en double messieurs
| No | Date | Nom et lieu du tournoi                       | Catégorie | Surface      | Vainqueurs                      | Partenaire    | Score                   |  |
| -- | ---- | -------------------------------------------- | --------- | ------------ | ------------------------------- | ------------- | ----------------------- |  |
| 1  | 1968 | Tournoi de tennis de Monte-Carlo Monte-Carlo |           | Terre (ext.) | Sergei Likhachev Alex Metreveli | Patrice Beust | 5-7, 9-7, 6-4, 5-7, 7-5 |  |

## Parcours dans les tournois duGrand Chelem

### En simple
| Année | Open d'Australie | Open d'Australie | Internationaux de France | Internationaux de France | Wimbledon       | Wimbledon      | US Open        | US Open     |
| ----- | ---------------- | ---------------- | ------------------------ | ------------------------ | --------------- | -------------- | -------------- | ----------- |
| 1961  | —                | —                | 2e tour (1/32)           | N. Pietrangeli           | 1er tour (1/64) | Donald Dell    | —              | —           |
| 1963  | —                | —                | 3e tour (1/16)           | Pierre Darmon            | 1er tour (1/64) | Ed Rubinoff    | —              | —           |
| 1964  | —                | —                | 1er tour (1/64)          | Clive Brebnor            | 1er tour (1/64) | Lew Gerrard    | —              | —           |
| 1965  | —                | —                | 2e tour (1/32)           | N. Pietrangeli           | 2e tour (1/32)  | Alex Metreveli | —              | —           |
| 1966  | —                | —                | 2e tour (1/32)           | Clark Graebner           | 2e tour (1/32)  | Ove Bengtson   | 3e tour (1/16) | Fred Stolle |
| 1967  | —                | —                | 2e tour (1/32)           | Ilie Năstase             | 3e tour (1/16)  | Ion Țiriac     | —              | —           |
| 1968  | —                | —                | 1er tour (1/64)          | Nikola Špear             | 3e tour (1/16)  | Mark Cox       | —              | —           |
| 1969  | —                | —                | 1er tour (1/64)          | W. Gąsiorek              | 1er tour (1/64) | Mal Anderson   | —              | —           |
| 1970  | —                | —                | 1er tour (1/64)          | Manuel Santana           | 1er tour (1/64) | Bob Hewitt     | —              | —           |
| 1971  | —                | —                | 2e tour (1/32)           | Georges Goven            | 1er tour (1/64) | Robert Maud    | —              | —           |
| 1972  | —                | —                | 2e tour (1/32)           | Ron Holmberg             | —               | —              | —              | —           |
| 1973  | —                | —                | 1er tour (1/64)          | Colin Dibley             | —               | —              | —              | —           |
| 1974  | —                | —                | 1er tour (1/64)          | Jan Pisecky              | —               | —              | —              | —           |
| 1975  | —                | —                | 1er tour (1/64)          | Z. Franulović            | —               | —              | —              | —           |
| 1976  | —                | —                | 1er tour (1/64)          | J.-L. Haillet            | —               | —              | —              | —           |

N.B. : à droite du résultat se trouve le nom de l'ultime adversaire.

### En double
| Année | Open d'Australie | Open d'Australie | Internationaux de France      | Internationaux de France   | Wimbledon                     | Wimbledon                | US Open | US Open |
| ----- | ---------------- | ---------------- | ----------------------------- | -------------------------- | ----------------------------- | ------------------------ | ------- | ------- |
| 1968  | —                | —                | 2e tour (1/16) Patrice Beust  | de Gronckel Brian Fairlie  | 1/8 de finale Patrice Beust   | B. Buchholz D. Ralston   | —       | —       |
| 1969  | —                | —                | 2e tour (1/16) F. Jauffret    | Tom Okker M. Riessen       | 1/4 de finale F. Jauffret     | Newcombe Tony Roche      | —       | —       |
| 1970  | —                | —                | 1/4 de finale J.-C. Barclay   | Ilie Năstase Ion Țiriac    | 1er tour (1/32) J.-C. Barclay | Arthur Ashe D. Ralston   | —       | —       |
| 1971  | —                | —                | 2e tour (1/16) J.-C. Barclay  | Jan Leschly Ray Moore      | 1er tour (1/32) J.-C. Barclay | Jan Leschly Ray Moore    | —       | —       |
| 1972  | —                | —                | 1er tour (1/32) Patrice Beust | Mike Estep Terry Ryan (en) | 1er tour (1/32) J.-C. Barclay | John Cooper Neale Fraser | —       | —       |
| 1973  | —                | —                | 1er tour (1/32) Patrice Beust | I. El Shafei Brian Fairlie | —                             | —                        | —       | —       |
| 1974  | —                | —                | 1/2 finale Patrice Beust      | Bob Lutz Stan Smith        | —                             | —                        | —       | —       |
| 1975  | —                | —                | 1er tour (1/32) Patrice Beust | M. Holeček Karl Meiler     | —                             | —                        | —       | —       |
| 1976  | —                | —                | 1er tour (1/32) Patrice Beust | Fred McNair S. Stewart     | —                             | —                        | —       | —       |
| 1977  | —                | —                | 1er tour (1/32) Patrice Beust | J. Borowiak Billy Martin   | —                             | —                        | —       | —       |
| 1978  | —                | —                | 1er tour (1/32) Patrice Beust | P. Cornejo Gildemeister    | —                             | —                        | —       | —       |

N.B. : le nom du ou de la partenaire se trouve sous le résultat ; le nom des ultimes adversaires se trouve à droite.